# Villa Dosso-Biffi
La neoclassica Villa Dosso si trova in via Amati a Monza.
La sua parte centrale monumentale è rivolta verso il giardino a sud in corrispondenza all'entrata originaria. Presenta un avancorpo porticato e termina con un fastigio a timpano.
Questa parte centrale è oggi adibita ad edificio residenziale col nome di "Villa Francesca"  con ingresso in via Amendola 12.
La restante porzione del parco della villa e delle sue dépendance fanno ora parte del Policlinico di Monza dove sono confluite in seguito all'incorporamento della Casa di salute Biffi nei primi anni novanta del '900.